# 白叶椰属
白叶椰属（学名：Sommieria）是棕榈科的一属。

## 下属物种
本属包括以下物种：
- Sommieria leucophylla Becc.